# Maextro S800
Maextro S800 (кит. 尊界S800; пиньинь Zūnjiè S800) — полноразмерный люксовый электромобиль-седан, производимый китайской компанией JAC Group под брендом Maextro в сотрудничестве с HIMA — мультибрендовым автомобильным альянсом Huawei.

## Описание
26 ноября 2024 года Maextro S800 был официально представлен на церемонии Huawei Mate в Китае. Ожидаемая цена варьируется от 1 000 000 до 1 500 000 юаней.
Исполнительный директор Huawei, председатель Consumer BG и председатель бизнес-подразделения Smart Car Solution Юй Чэндун сказал, что S800 будет «очень уважительным, очень большим, очень ярким».

## Дизайн
Maextro S800 имеет концепцию дизайна «Tiandi Renhe» и стандарты дизайна 8S, в том числе «Super Cruise», «Super Maneuverabillity», «Super Awarenees», «Super Privacy», «Super Communication», «Super AI», «Super Protection» и «Super Reliability». Модель базируется на платформе Huawei Tuling II Longxing. Уровень вождения — L3.